# Burlàtskoie
Burlàtskoie (en rus: Бурлацкое) és un poble del krai de Stàvropol, a Rússia, que en el cens del 2010 tenia 3.193 habitants. Pertany al districte rural de Blagodarni.